# Parosphromenus filamentosus
Parosphromenus filamentosus is een straalvinnige vissensoort uit de familie van de echte goerami's (Osphronemidae). De wetenschappelijke naam van de soort is voor het eerst geldig gepubliceerd in 1981 door Vierke.